# Arbanitis cliffi
Espèce
Synonymes
- Misgolas cliffi Wishart, 2006

Arbanitis cliffi est une espèce d'araignées mygalomorphes de la famille des Idiopidae.

## Distribution
Cette espèce est endémique de Nouvelle-Galles du Sud en Australie. Elle se rencontre dans le Nord de Sydney et à Springwood.

## Description
La carapace du mâle holotype mesure 7,64 mm de long sur 5,78 mm et l'abdomen 8,13 mm de long sur 4,41 mm et la carapace de la femelle paratype mesure 6,75 mm de long sur 4,97 mm et l'abdomen 13,00 mm de long sur 7,15 mm.

## Étymologie
Cette espèce est nommée en référence à Cliff Wishart, le fils de Graham Wishart.

## Publication originale
- Wishart, 2006 : Trapdoor spiders of the genus Misgolas (Mygalomorphae: Idiopidae) in the Sydney region, Australia, with notes on synonymies attributed to M. rapax. Records of the Australian Museum, vol. 58, no 1, p. 1-18 (texte intégral).